# Pyrrhogyra kheili
Pyrrhogyra kheili är en fjärilsart som beskrevs av Hans Fruhstorfer 1908. Pyrrhogyra kheili ingår i släktet Pyrrhogyra och familjen praktfjärilar. Inga underarter finns listade.